# Pixley Ka Seme (gemeente)
Pixley Ka Seme (officieel Pixley Ka Seme Local Municipality) is een gemeente in het Zuid-Afrikaanse district Gert Sibande. De gemeente is vernoemd naar de oprichter van het Afrikaans Nationaal Congres.
Pixley Ka Seme ligt in de provincie Mpumalanga en telt 83.235 inwoners.

## Hoofdplaatsen
Het nationaal instituut voor de statistiek, Stats SA, deelt sinds de census 2011 deze gemeente in in 8 zogenaamde hoofdplaatsen (main place):
Amersfoort • Daggakraal • Majuba • Paardekop • Palmietfontein • Seme NU • Volksrust • Wakkestroom.